# Parque Eólico de Paracuru

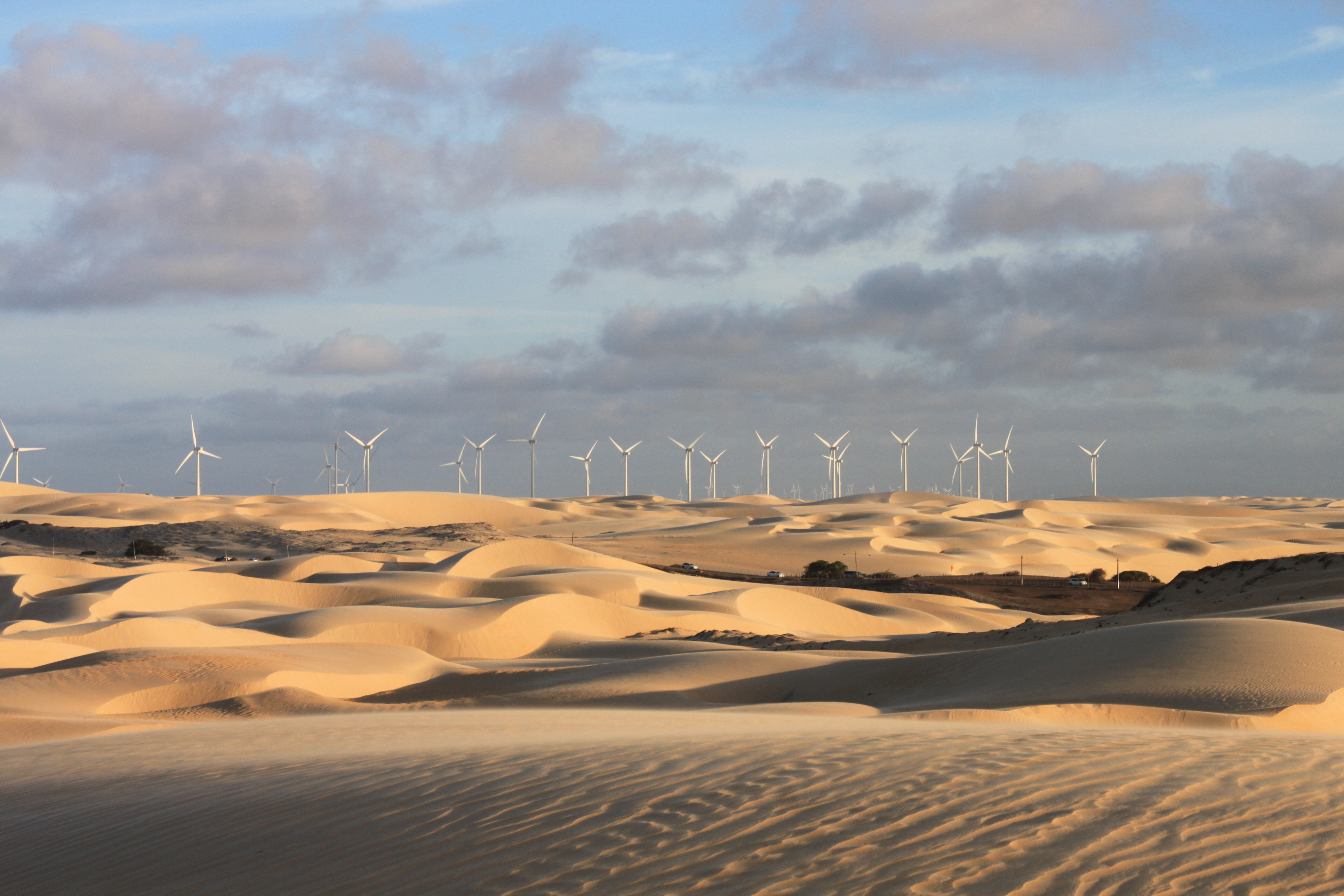
Parque eólico de Paracuru

O Parque Eólico de Paracuru é um parque de produção de energia eólica no município de Paracuru, distante 87 km de Fortaleza-CE. Com potência instalada de 23,40 MW através de 12 torres aerogeradoras, tem capacidade de abastecer cerca de 384 mil pessoas. O parque está localizado na estrada de acesso à Petrobras, km 8,5, na localidade de São Pedro.